# Dolmen van Solwaster
De Dolmen van Solwaster is de naam van een pseudo-dolmen ten zuidwesten van het dorpje Solwaster in de Belgische provincie Luik, gelegen in het bosgebied van de Hoge Venen. De dolmen is een enorm blok kwartsiet die voor een deel uitgegraven is. Ze ligt niet ver van de beek de Statte.
In 1887 werd de steen door Théodore Britte ontdekt. De omgeving was toen anders, geen sparrenaanplant zoals in het eerste decennium van de 21e eeuw het geval is maar een wilde omgeving die begroeid is met loofhout en varens die alles overwoekerden. De vinder meldde de steen aan onderwijzer Elysée Harroy die een interesse had voor de prehistorie. Door de platte bovenkant en de regelmatige vorm, die bovendien rust op andere stenen, wordt de veronderstelling gewekt dat het zou gaan om een dekplaat en draagstenen van een megalithische dolmen. Samen met een vreemd gegraveerd teken en de oriëntatierichting van de steen werd dat als betekenis gegeven. De steen werd destijds met houwelen te lijf gegaan om te zien hoe die balanceerde op de onderliggende draagstenen.
In 2001 was de steen na jaren onder een humuslaag verdwenen en werd deze weer uitgegraven en herplaatst.
Wetenschappers hebben sterk hun vraagtekens bij de mythologische functie van de dolmen en classificeren het object als pseudo-dolmen. Anderen menen dat de mythologische functie verder ondersteund zou worden door andere stenen in een bepaalde configuratie.

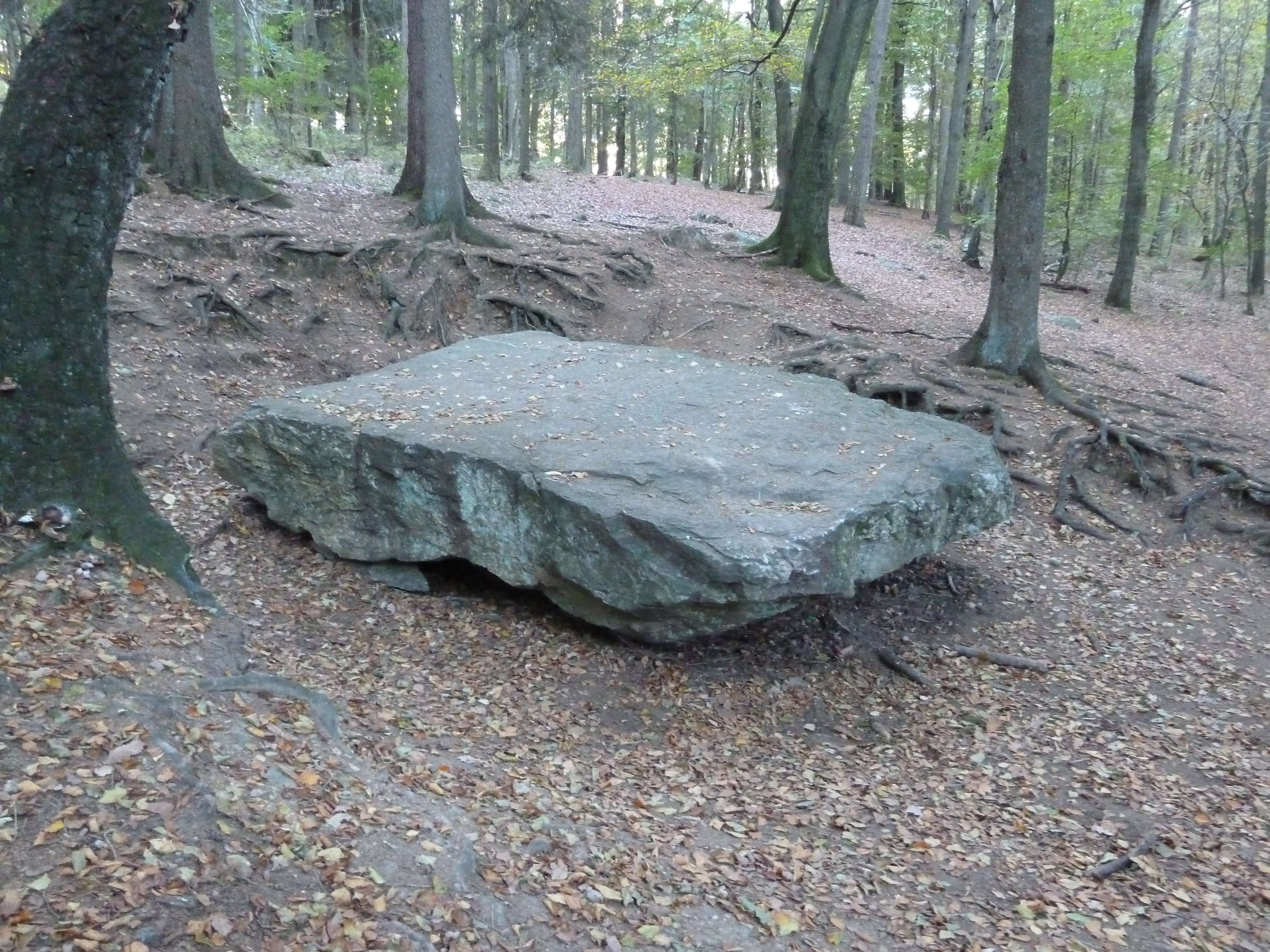
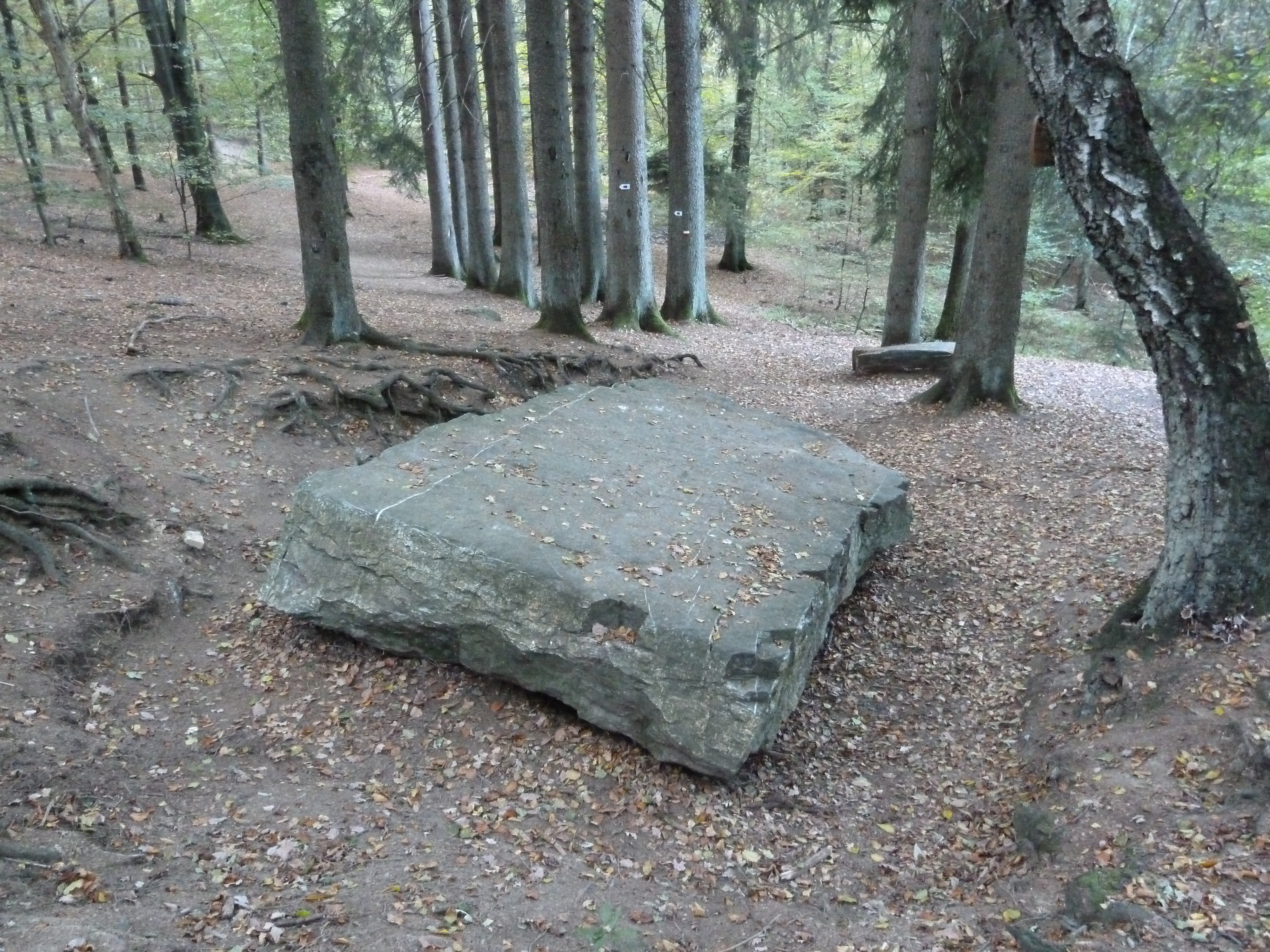
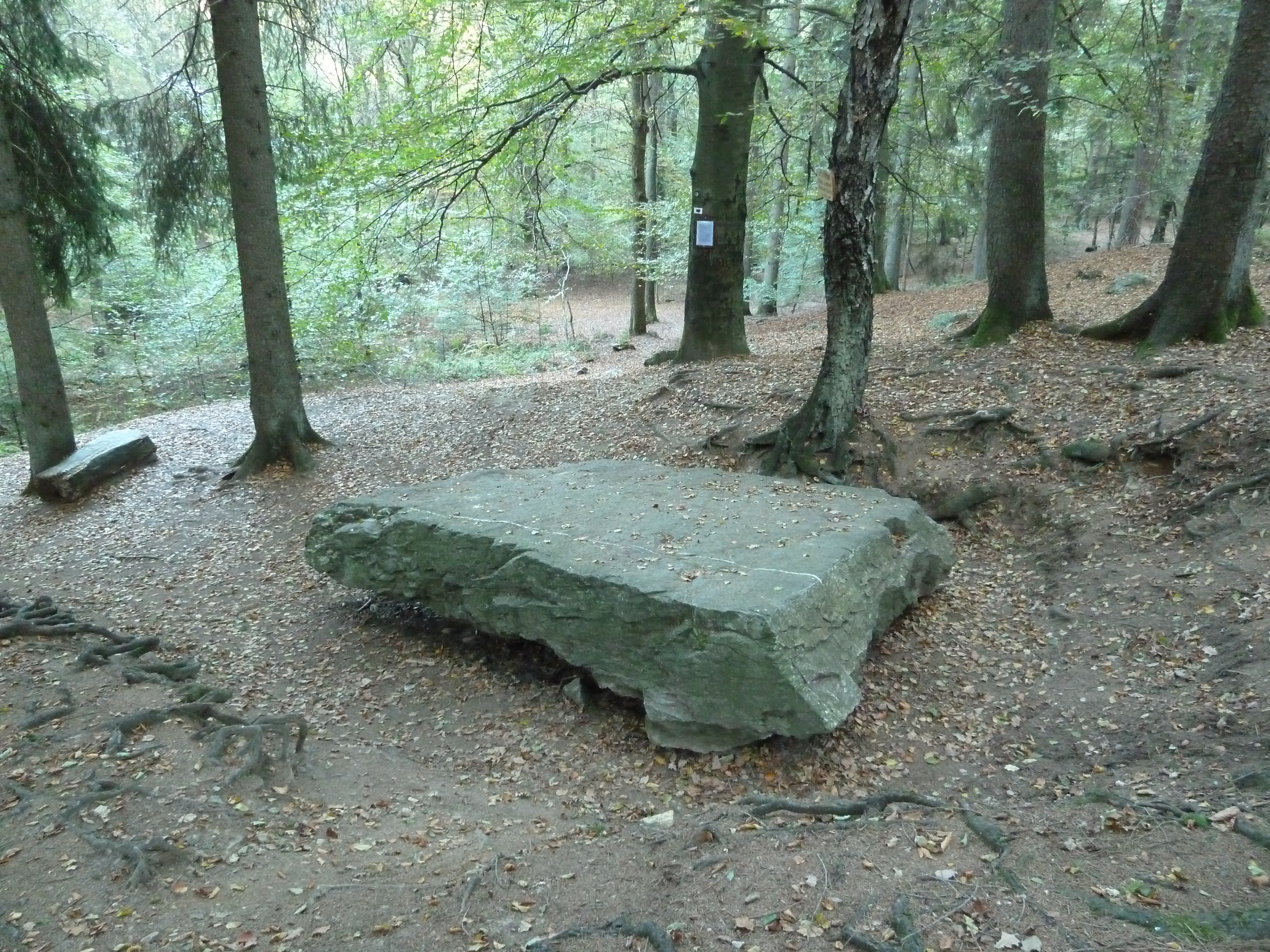
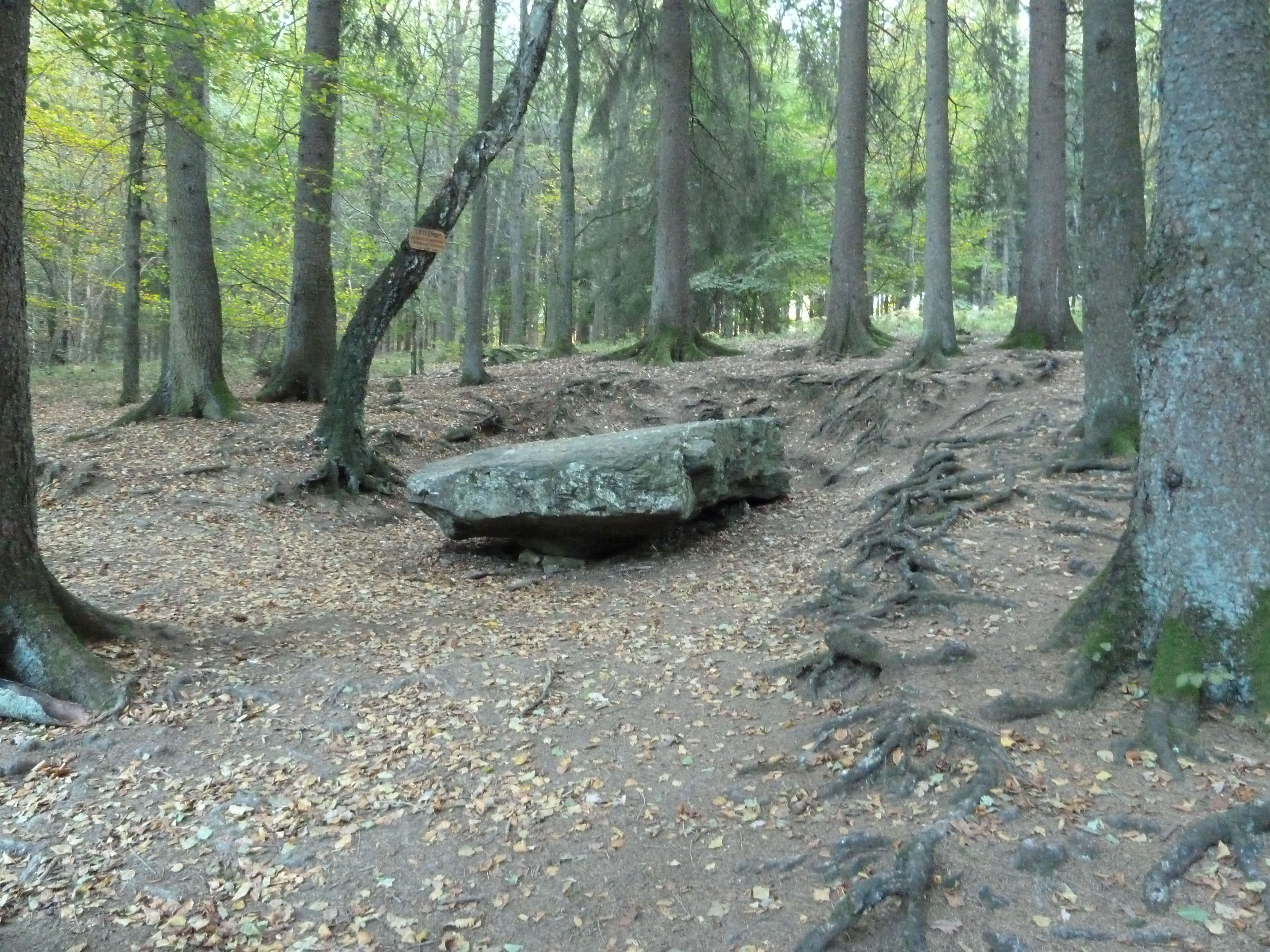
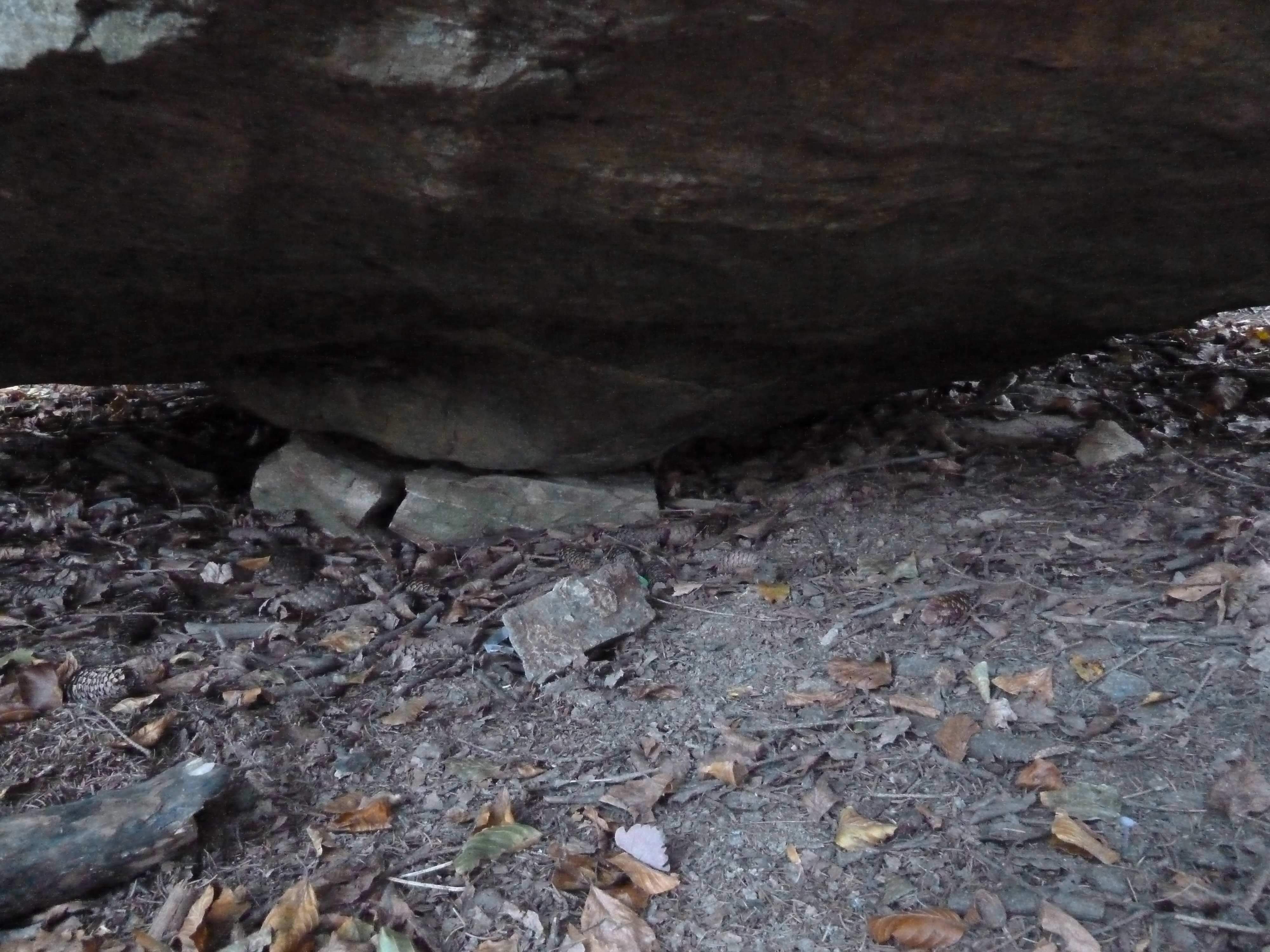